# Tylosperma
Tylospora là một chi thực vật có hoa trong họ Hoa hồng.